# مارین ژوهانس
مارین ژوهانس (فرانسوی: Marine Johannès‎؛ زادهٔ ۲۱ ژانویهٔ ۱۹۹۵) بازیکن بسکتبال اهل فرانسه است.
وی در مسابقات کشوری و بین‌المللی در مجموع برندهٔ ۳ مدال نقره، ۱ مدال برنز شده‌است.